# 교향곡

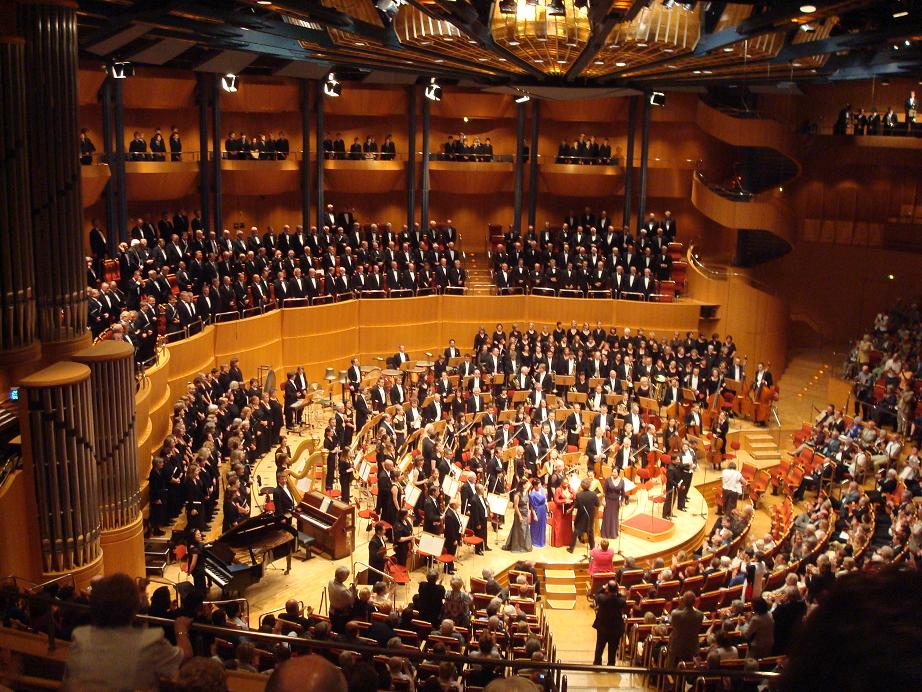
구스타프 말러의 《교향곡 8번》을 연주하는 쾰른 필하모닉의 모습.

교향곡(交響曲, 심포니, symphony)은 악곡의 형식 중 하나이며, 흔히 관현악단을 위한 음악을 말한다. 많은 교향곡들은 네 악장으로 구성되어 있으며, 1악장은 소나타 형식으로 되어 있는데 음악학자들은 이런 것을 흔히 고전파 음악의 구조로 설명한다. 그러나 요제프 하이든, 볼프강 아마데우스 모차르트, 루트비히 판 베토벤 같은 고전파 대가들의 교향곡 중에도 이 형식을 따르지 않는 것도 있다.

## 형식의 역사

### 기원
교향곡을 뜻하는 "Symphony"는 "소리의 조화" 혹은 "성악 또는 기악곡 연주회"를 뜻하는 그리스어 "쉼포니아"(συμφωνία), 그리고 "조화로운"을 뜻하는 "쉼포노스"(σύμφωνος)에서 나온 낱말이다. 세비야의 이시도르는 처음으로 라틴어 낱말 "심포니아"(symphonia)를 썼는데, 북가죽이 두개인 북을 지칭하는 말이었다. 대략 1155년에서 1377년 사이에 이 말의 프랑스어 형태인 "symphonie"는 "오르가니스트룸"(organistrum), 즉 허디거디의 이름이었다. 중세 후기 영국에서 "symphony"란 위에서 말한 둘 다 뜻하는 말로 쓰였으나, 16세기에는 건반악기 덜시머와 같은 뜻이 되었다. 독일에서는 16세기 말에서 18세기에 이르기까지 "Symphonie"가 건반악기 스피넷과 버지널을 총칭했다. 교향곡(交響曲)이라는 한자단어도 'Symphony'의 뜻을 음역한 것이다.
"함께 소리를 낸다"는 의미에서 이 말이 쓰인것은 16, 17세기 작곡가들의 몇몇 작품 이름에서 나타난다. 그 예로, 조반니 가브리엘리의 《사크라 심포니아》(1597)와 《심포니아 사크라, 리베 세쿤두스》(1615), 아드리아노 반키에리의 《Eclesiastiche sinfonie》(1607), 로도비코 그로시 다 비아다나의 《Sinfonie musicali》(1610), 하인리히 쉬츠의 《Symphoniae sacrae》(1629) 등이 있다.
바로크 시대였던 17세기에 심포니(symphony)와 신포니아(sinfonia)는 오페라나 소나타, 협주곡같은 기악곡 등 다양한 작품에 쓰이는 말이었다. 오페라 신포니아, 즉 이탈리아풍 서곡은 18세기에 세 개의 대조되는 부분(빠른-느린-빠른 형식의 춤곡과 유사하다)으로 구성된 표준 형태를 이루었다. 이 형식은 종종 관현악 교향곡의 직접적인 시초로 여겨진다. 18세기에는 "서곡", "심포니", "신포니아"는 서로 바꿔 쓸 수 있는 낱말로 널리 여겨졌다.
이것 말고도 교향곡의 주요한 기원으로 '리피에노 콘체르토'(ripieno concerto)가 있는데, (독주 악기가 아닌) 현악기와 통주저음을 위한 협주곡과 유사하지만 비교적 덜 연구된 것이다. 최초로 알려진 리피에노 콘체르토는 주세페 토렐리의 작품(6개로 된 작품중 5번으로 1698년작)이다. 안토니오 비발디 또한 이런 형태의 작품을 썼다. 아마도 가장 잘 알려진 리피에노 콘체르토는 요한 세바스티안 바흐의 브란덴부르크 협주곡 3번일 것이다.

### 18세기 교향곡
'서곡', 그리고 '리피에노 콘체르토'와 더불어 초기 교향곡은 세 악장으로 구성되어, 박자는 '빠른-느린-빠른' 구성이었다. 그러나 보통 리토르넬로 형식의 협주곡을 이용하는 리피에노 콘체르토와 달리, 이런 교향곡에서는 최소한 첫 악장은 두 박자 형태였다. 그리고 교향곡은 이탈리아풍 서곡과도 차이가 있는데, 극작품의 도입곡이 아닌 그 자체로 공연용 음악이었다. 비록 서곡으로 원래 쓴 곡도 나중에 교향곡으로 쓰이거나 반대의 경우도 있었지만 말이다. 이러한 초기 교향곡의 대다수는 장조였다.
이 시대의 교향곡은 공연용, 오페라곡, 교회 음악이건간에 연주 곡목에서 주요한 작품이 아니었다. 대개 협주곡과 함께 나오며, 다른 작품 사이에 곡을 나누어서 끼워넣거나 모음곡 혹은 서곡에 뽑아쓰기도 했다. 성악이 지배적이었으며, 교향곡은 서곡, 간주곡, 후주곡으로 썼다. 이 시기 교향곡은 비교적 짧아서 10분에서 20분 사이 분량이었다.
종종 오페라에서 서곡이나 간주곡으로 쓰던 "이탈리아" 양식의 교향곡은 표준적인 3형식 악곡이 되었다. 빠른 악장, 느린 악장, 또 빠른 악장이 나오는 식이다. 모차르트의 초기 교향곡도 이런 배치를 따르고 있다. 초기 3악장 형식 교향곡은 4악장 형식으로 대체되어 18세기 후반에서 19세기까지 이어졌다. 교향곡 양식은 독일식의 영향을 받았으며, 이후 하이든과 모차르트의 "고전 양식"이 되었다.
일반적인 4악장 형식의 교향곡 형태는 다음과 같았다.
1. 시작하는 알레그로
2. 느린 악장
3. 미뉴엣 혹은 스케르초
4. 알레그로나 론도

이런 배치에 변형도 흔했다. 가령 중간의 두 악장 순서를 바꾼다거나 1악장 앞에 느린 서주를 넣는 식이었다. 3악장에 미뉴엣을 넣은 최초의 교향곡은 게오르크 마티아스 몬의 1740년 D장조 작품이라고 하며, 미뉴에트를 4악장 교향곡에 양식화한 첫 음악가는 요한 슈타미츠라고 알려져 있다.
초기 교향곡 작곡은 빈과 만하임에 집중되어 있었다. 빈에서 이 양식을 지지한 음악가로는 게오르크 크리스토프 바겐자일, 벤첼 라이문트 비르크, 게오르크 몬이 있으며, 만하임 악파에는 요한 슈타미츠가 있다. 그러나 교향곡은 이탈리아의 조반니 바티스타 삼마르티니, 안드레아 루체시, 안토니오 브리오쉬, 북독일의 칼 필립 에마누엘 바흐, 잘츠부르크의 레오폴트 모차르트, 파리의 프랑수아 조셉 고섹, 런던의 요한 크리스티안 바흐와 칼 프리드리히 아벨 등 유럽 전역에서 교향곡이 작곡되었다.
이후 중요한 빈 악파의 교향곡 작곡가로는 요한 밥티스트 반할, 칼 디터스 폰 디터스도르프, 레오폴트 호프만 등이 있다. 18세기 후반 가장 중요한 교향곡은 요셉 하이든의 것으로, 그는 36년간 최소 108개의 교향곡을 썼으며, 볼프강 아마데우스 모차르트는 24년 동안 최소 56개의 교향곡을 썼다.
주요 작품으로는 하이든 94번 "놀람", 101번 "시계", 모차르트 40번, 41번 "주피터" 등이 있음.

### 19세기 교향곡
전문적인 오케스트라가 등장하면서, 1790년에서 1820년 사이 교향곡은 음악회에서 가장 중요한 위치를 차지하게 되었다.
베토벤은 교향곡을 더욱 발전시켰다. 베토벤 교향곡 3번(영웅 Eroica)은 음계와 감정의 배열이 이전 작품과 확연한 차이를 보인다. 교향곡 9번은 교향곡에서는 거의 최초로 성악 솔로와 합창을 4악장에 넣었다. (다니엘 슈타이벨트는 그보다 4년 전 1820년의 피아노 협주곡에 성악 합창을 넣어 작곡한 바 있다) 베토벤 교향곡 9번을 "합창 교향곡"이라 처음으로 부른 엑토르 베를리오즈는 "극적 교향곡"인 로미오와 줄리엣에서 이 작품 총보 서문에 다섯 문단으로 자신의 의도를 설명하면서 이런 개념을 만들어냈다.(Berlioz 1857, 1) 베토벤과 슈베르트는 일반적으로 쓰는 우아한 미뉴엣 대신 더 생기있는 스케르초를 쓰기도 했다. 베토벤 교향곡 6번 "전원"은 표제 음악으로 마지막 악장 앞에 "폭풍" 부분을 끼워넣었다. 또 역시 표제 음악인 베를레오즈의 환상 교향곡에서는 보통 4악장 구성과 달리 5악장으로 구성하여 행진곡과 왈츠 곡을 넣었다.
로베르트 슈만과 펠릭스 멘델스존은 교향곡에서 낭만주의 음악의 화성적 표현을 발전시킨 두 지도적인 독일 음악가였다. 프랑스의 엑토르 베를리오즈와 헝가리의 프란츠 리스트처럼 매우 뚜렷한 표제 교향곡을 쓴 음악가도 있었다. 러시아에서 니콜라이 림스키 코르사코프는 이런 예를 따라 교향적 모음곡 "안타르"와 "세헤라자데"를 썼다. 슈만과 멘델스존을 출발점으로 삼은 요하네스 브람스는 대단히 높은 수준의 구조적 통일체를 이룬 교향곡을 작곡했다. 그 밖에 19세기 말 중요한 교향곡을 쓴 음악가로는 안톤 브루크너, 안토닌 드보르자크, 표트르 일리치 차이콥스키 등이 있다.

### 20세기 교향곡
20세기 초 구스타프 말러는 길고 규모가 큰 교향곡을 썼다. (그의 교향곡 8번은 "천인 교향곡"이라는 별명이 있는데, 연주자와 합창단 수가 천 명에 이르기 때문이다) 슈트라우스는 교향시 형식을 응용한 교향곡을 썼다. 20세기에는 교향곡의 양식과 내용도 많은 변화를 보여주었다.(Anon. 2008). 드미트리 쇼스타코비치나 세르게이 라흐마니노프, 칼 닐센 같은 음악가들은 전통적인 4악장 형식을 계승했으나, 장 시벨리우스의 마지막 교향곡 7번(악장이 단 하나이다)이나 알란 호바네스의 교향곡 9번 Saint Vartan(1949–50, 악장이 24개에 이른다)처럼 다른 접근법을 취하기도 했다.

## 같이 보기
- 소나타 형식
- 요제프 하이든
- 루트비히 판 베토벤
- 구스타프 말러

## 참고 문헌
- Anon. 2008. "Symphony." The Oxford Dictionary of Music, 2nd ed. rev., edited by Michael Kennedy, associate editor Joyce Bourne. Oxford Music Online (Accessed 24 July 2008) (Subscription access)
- Berlioz, Hector. 1857. Roméo et Juliette: Sinfonie dramatique: avec choeurs, solos de chant et prologue en récitatif choral, op. 17. Partition de piano par Th. Ritter. Winterthur: J. Rieter-Biedermann.
- Bukofzer, Manfred F. 1947. Music in the Baroque Era: From Monteverdi to Bach. New York: W. W. Norton.
- Eisen, Cliff, and Stanley Sadie. 2001. "Mozart (3): (Johann Chrysostum) Wolfgang Amadeus Mozart". The New Grove Dictionary of Music and Musicians, ed. S. Sadie and J. Tyrrell. London: Macmillan.
- Marcuse, Sybil. 1975. Musical Instruments: A Comprehensive Dictionary. Revised edition. The Norton Library. New York: W. W. Norton. ISBN 0-393-00758-8.
- Newman, William S. 1972. The Sonata in the Baroque Era. New York: W. W. Norton.
- Schubert, Giselher. 2001. "Hindemith, Paul." The New Grove Dictionary of Music and Musicians, edited by Stanley Sadie and John Tyrrell. London: MacMillan.
- Tarr, Edward H. 1974. Unpaginated editorial notes to his edition of Giuseppe Torelli, Sinfonia a 4, G. 33, in C major. London: Musica Rara.
- Webster, James, and Georg Feder. 2001. "Haydn, (Franz) Joseph". The New Grove Dictionary of Music and Musicians, ed. S. Sadie and J. Tyrrell. London: Macmillan.